# Dōjō yaburi
Dōjō yaburi o dōjōyaburi (道場破り dojoyaburi?, "asalto al dojo"), también llamado dōjōarashi (道場嵐 dojoarashi?, "tormenta de dojo"), es un término de las artes marciales de Japón que designa al acto de visitar una escuela rival con la intención de presentar un desafío. Esto conduce usualmente a un combate o taryūjiai (他流試合 taryujiai?, "lucha de diferentes estilos") entre el visitante y un miembro de la escuela, a menudo el propio director o un campeón escogido al uso, para testar la efectividad de sus respectivos estilos de lucha. Junto con el combate, el bando perdedor perdería su prestigio marcial y se arriesgaría a que sus estudiantes lo abandonaran por la escuela del ganador.

## Historia
Desde tiempos muy antiguos, el dōjō yaburi ha sido un método tradicional de las escuelas de artes marciales japonesas para ganar prestigio y estudiantes. Ha sido patrimonio de disciplinas como el kenjutsu, el jujutsu, el battojutsu y el sumo, y su uso está asociado con el del peregrinaje marcial o musha shugyō. Su frecuencia descendió con la prohibición del taryujiai, que limitaba las escuelas a competir sólo entre sus propios miembros, pero floreció de nuevo cuando se levantó la prohibición en el período Edo. Ya en el siglo XIX, la escuela de judo Kodokan se volvió particularmente conocida por su constante dōjō yaburi, generalmente de parte de otras escuelas de jujutsu celosas de su prosperidad.